# Phytophthora citricola
Phytophthora citricola là một loài sinh vật gây bệnh cho cây. Nó được Sawada mô tả lần đầu vào năm 1927 khi được cô lập từ cây cam tại Đài Loan. Từ đó người ta thấy nó gây bệnh trên rất nhiều loài thực vật khác nhau và được coi là tác nhân gây bệnh thực vật phổ biến.